# Равази, Эдвард
Эдвард Равази (итал. Edward Ravasii; род. 5 июня 1994, Италия) — итальянский профессиональный шоссейный велогонщик, выступающий за команду UAE Team Emirates.

## Достижения
| ГК | Генеральная классификация |
| МК | Молодёжная классификация  |

## Статистика выступлений наГранд Турах
| Гранд Тур | 2017 |
| --------- | ---- |
| Джиро     | 80   |
| Тур       | -    |
| Вуэльта   |      |